# روغن شاهدانه

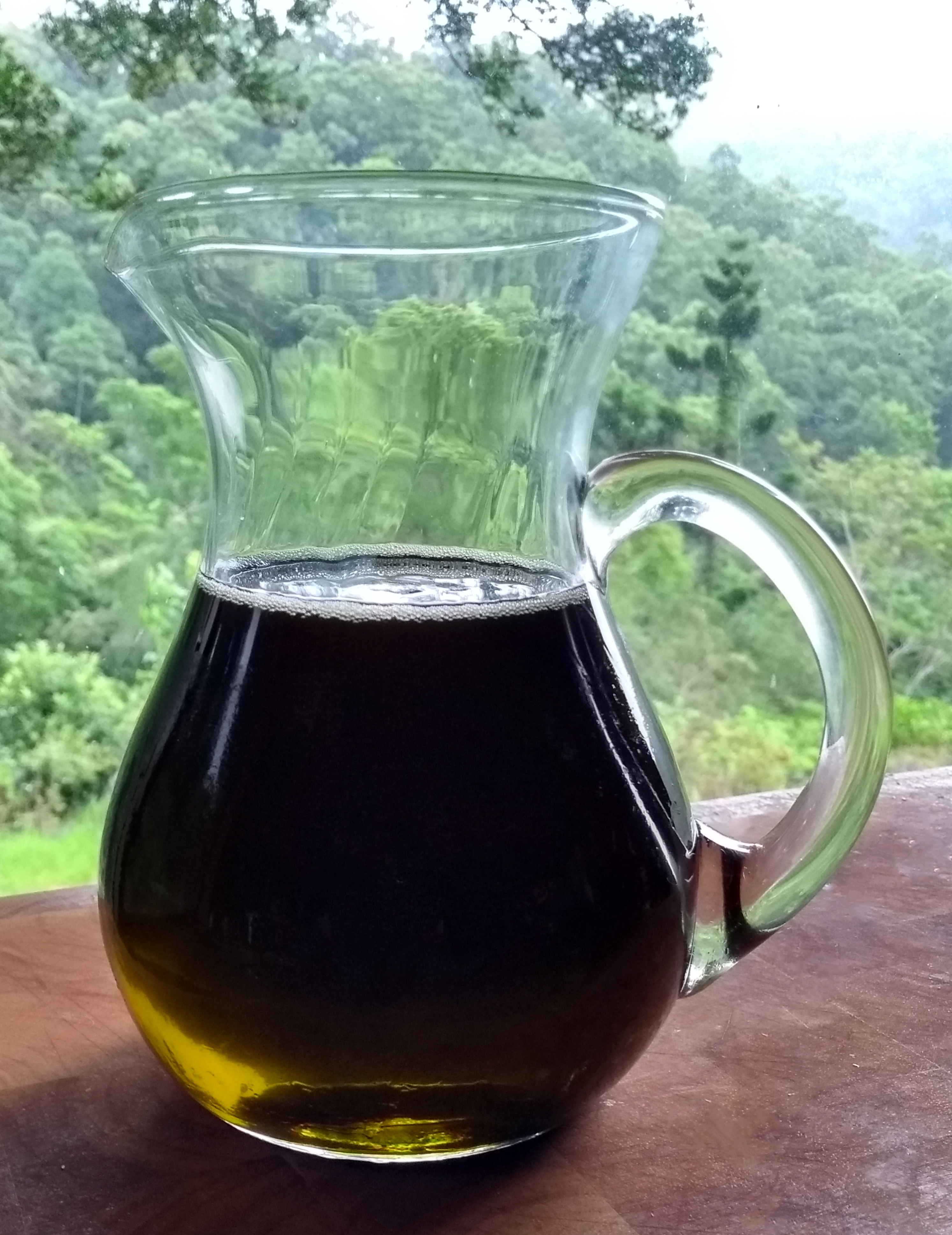
روغن دانه شاهدانه

روغن شاهدانه (روغن دانه شاهدانه) روغنی است که از فشار دادن دانه‌های شاهدانه به دست می‌آید. روغن شاهدانه تصفیه‌نشده و فشرده سرد، به رنگ سبز روشن تیره تا شفاف، با طعمی آجیلی است. هر چه رنگ تیره‌تر باشد، طعم آن علفی‌تر است. این روغن را نباید با روغن حشیش، یک روغن حاوی تتراهیدروکانابینول که از گل شاهدانه ساخته شده‌است، اشتباه گرفت.

## مواد غذایی
حدود ۴۹ درصد از وزن شاهدانه روغن خوراکی است که حاوی ۷۶ درصد چربی غیراشباع چندگانه، از جمله اسیدهای چرب امگا ۶ مانند اسید لینولئیک (LA، ۵۴ درصد) و اسید گاما لینولنیک (GLA، ۳ درصد) و اسیدهای چرب امگا ۳ مانند آلفا لینولنیک اسید (ALA، ۱۷٪) و اسید استریدونیک (۲٪) است. هر دو LA و ALA اسیدهای چرب ضروری هستند. علاوه بر این، روغن شاهدانه حاوی ۵ تا ۱۱ درصد چربی تک‌سیرنشده و ۵ تا ۷ درصد چربی اشباع‌شده است. همانند دیگر روغن‌ها و چربی‌ها، روغن دانه شاهدانه ۹ کیلو کالری در گرم را تأمین می‌کند.